# 馬薩瓜拉
馬薩瓜拉（西班牙語：Masaguara），是洪都拉斯的城鎮，位於該國西部，由因蒂布卡省負責管轄，始建於1820年，面積253.54平方公里，海拔高度809米，2001年人口12,450，人口密度每平方公里49.1人。
14°22′0″N 87°59′0″W / 14.36667°N 87.98333°W